# Ånstad (Nordland)
Ånstad est une localité du comté de Nordland, en Norvège.

## Géographie
Administrativement, Ånstad fait partie de la kommune de Sortland.